# ایتالیا در المپیک تابستانی ۱۹۵۲

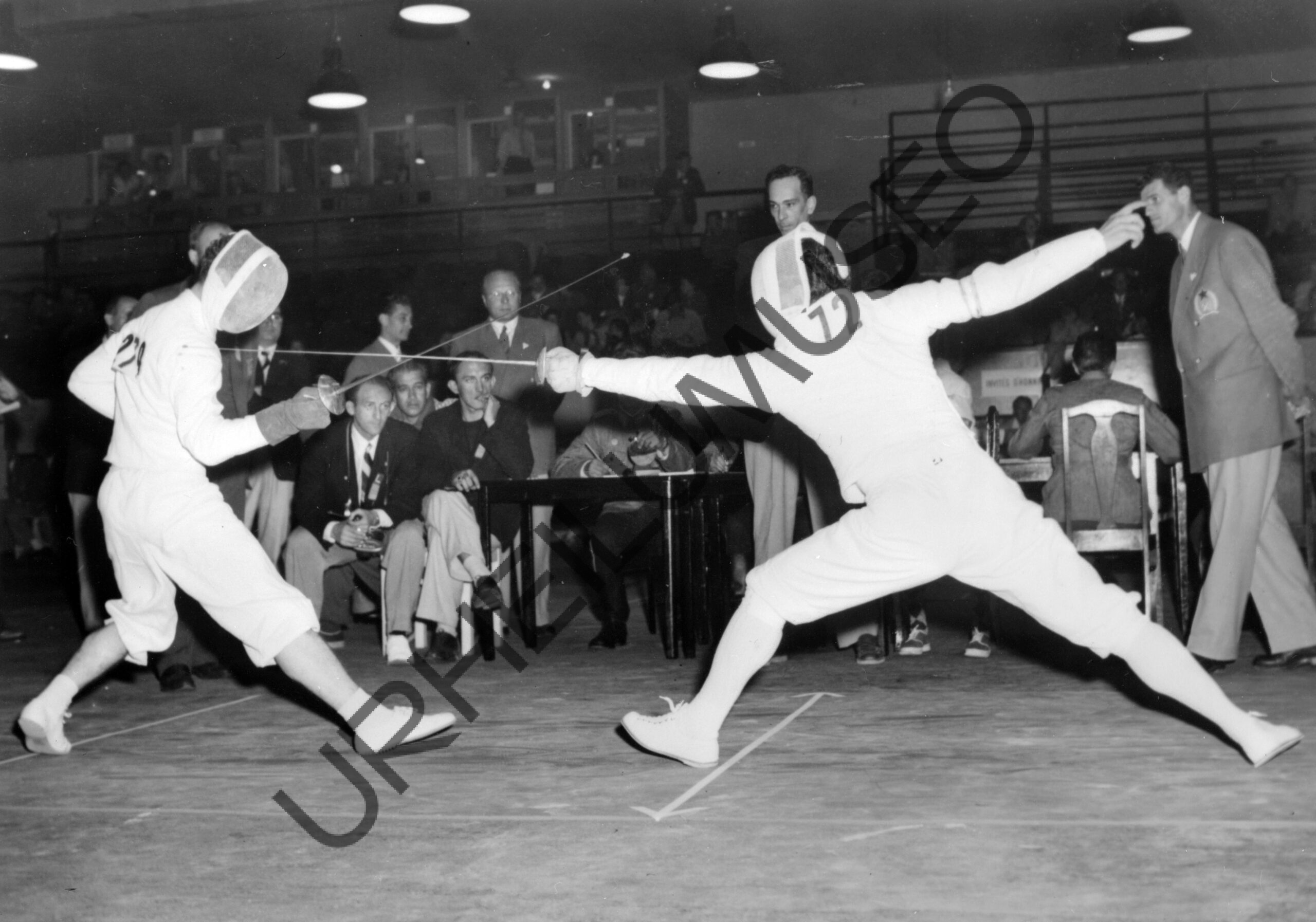
جان کاوانا (سمت چپ) و شمشیربازی مانلیو دی روزا در بازی های المپیک تابستانی هلسینکی 1952

ایتالیا در بازی‌های المپیک تابستانی ۱۹۵۲ که در شهر هلسینکی فنلاند برگزار شد، کاروان ایتالیا با ۲۳۱ ورزشکار در این رقابت‌ها شرکت کرد و موفق به کسب ۲۱ مدال (۸ طلا، ۹ نقره، ۴ برنز) شد. در جدول رتبه‌بندی توزیع مدال‌ها، ایتالیا در ردهٔ ۵ مسابقات قرار گرفت.